# 내공
내공(內攻)은 체내에서 만들어지는 내력을 말한다.
내공 수련은 일반적으로 소위 부드러운 스타일의 중국 무술과 관련이 있다. 반의어는 더 딱딱한 스타일을 의미하는 외공(外功)이다. 내공과 외공 둘 다 수많은 규율과 관행을 갖추고 있으며 역사적으로 둘 사이에 상호 영향이 있었고 이를 가르치는 학교마다 정확하게 구별하는 것이 다르다.

## 같이 보기
- 도인
- 중의학
- 우슈